# Lord Lieutenant of Kilkenny
Das Amt des Lord Lieutenant of Kilkenny wurde am 23. August 1831 geschaffen und wurde bis zu seiner Abschaffung 1922 von fünf Personen bekleidet.
| Name                                  | Amtsantritt     | Ende der Amtszeit |
| ------------------------------------- | --------------- | ----------------- |
| James Butler, 1. Marquess of Ormonde  | 7. Oktober 1831 | 18. Mai 1838      |
| John Ponsonby, 4. Earl of Bessborough | November 1838   | 16. Mai 1847      |
| William Tighe                         | 25. Juni 1847   | 11. Juni 1878     |
| James Butler, 3. Marquess of Ormonde  | 5. Oktober 1878 | 26. Oktober 1919  |
| Hamilton Cuffe, 5. Earl of Desart     | 23. Juni 1920   | 1922              |